# Zalutyń
Zalutyń – wieś sołecka w Polsce położona w województwie lubelskim, w powiecie bialskim, w gminie Piszczac.
W latach 1975–1998 miejscowość administracyjnie należała do województwa bialskopodlaskiego.
Wieś jest sołectwem w gminie Piszczac. Według Narodowego Spisu Powszechnego z roku 2011 wieś liczyła 348 mieszkańców i była siódmą co do wielkości miejscowością gminy.
Wierni Kościoła rzymskokatolickiego należą do parafii Podwyższenia Krzyża Świętego w Piszczacu.

## Historia
W wieku XIX Zalutyń, wieś i folwark w powiecie bialskim, gminie Kościeniewicze, w częściach w parafii  Piszczac i Kościeniewicze.
W 1827 r. było tu 4 domy i 31 mieszkańców. W roku 1877 folwark Zalutyń oznaczony  literami „AB” posiadał rozległość mórg 324, na terenie wsi były pokłady torfu. Wieś Zalutyń posiadała wówczas 3 osady z gruntem  58 mórg.
Według spisu powszechnego z roku 1921 miejscowość Zalutyń folwark posiadała 5 domów i 26 mieszkańców, Zalutyń wieś domów 9 i 46 mieszkańców.